# 대한민국 중소기업옴부즈만
중소기업옴부즈만(中小企業-)은 중소기업기본법 제22조에 의하여, 국무총리가 위촉되는 임기 3년의 독립적 정부기관이다. 한 번 연임이 가능하며, 다른 중소기업청 관계 기관과는 달리, 규제개혁위원회의 동의를 받아 임명된다. 중소기업인, 소상공인, 자영업자의 관점에서 불편한 규제와 애로를 발굴하여 개선하는 정부기관이다.
과거 청소년옴부즈만이 시행한 것처럼, 중소기업옴부즈만 또한, 각 지역별, 직종별로 시도지사와 중소기업옴부즈만이 위촉한 명예중소기업옴부즈만을 따로 선발한다.

## 설립 근거
- 중소기업기본법  제22조[1]

## 역대 중소기업옴부즈만
| 공화국      | 대수  | 이름   | 출신지        | 비고                                                              |
| ----------- | ----- | ------ | ------------- | ----------------------------------------------------------------- |
| 이명박 정부 | 초대  | 이민화 | 대구광역시    | 의료기기업체 메디슨대표이사, KAIST 교수                           |
| 이명박 정부 | 2대   | 김문겸 | 대전광역시    | 한국중소기업학회 부회장, 숭실대학교 중소기업대학원 원장           |
| 박근혜 정부 | 3대   | 김문겸 | 대전광역시    | 한국중소기업학회 부회장, 숭실대학교 중소기업대학원 원장           |
| 문재인 정부 | 4·5대 | 박주봉 | 전라남도 장흥 | 한국무역협회 부회장, 중소기업중앙회 일감몰아주기대책위원회 위원장 |
| 윤석열 정부 | 6대   | 최승재 | 경기도 양평   | 제21대 국회의원, 소상공인연합회 회장                              |

## 조직

### 옴부즈만지원단장
- 지방규제 신고 및 고객보호 센터

#### 기획협력관
- 총괄운영팀
- 규제기획·홍보팀
- 규제개선1팀
- 규제개선2팀
- 규제개선3팀
- 규제개선4팀

#### 관리협력관
- 현장애로1팀
- 현장애로2팀
- 현장애로3팀